# Јосип Томљеновић (усташа)
Јосип Томљеновић (Пакрац, 19. фебруар 1915 — Загреб, септембар 1948) био је члан Усташког покрета и официр Усташке војнице.

## Биографија
Јосип Томљеновић је рођен 19. фебруара 1915. године у Пакрацу. Инвазију, окупацију и подјелу Краљевине Југославије у априлу 1941. је дочекао у Карловцу на дужности заповједника 2. резервне војне болнице Југословенске војске. Усташама је приступио по предаји војне болнице новоформираним фашистичким властима Независне Државе Хрватске. Почетком јула постављен је на чело команде за снабдијевање при Главном штабу Усташке војнице.
У Плашком су га 11. септембра 1941. ухапсили Италијани, одвели у Ријеку и затим протјерали из италијанске окупационе зоне. Потом је постао заповједник оружаних станица у Саборском и Огулину са чином поручника и на тој дужности је остао до јуна 1942. године.
Након службовања у министарству домобранства, формирао је 3. припремни усташки батаљон у Генералском Столу и Огулину. У марту 1943. јединица је пребачена у Усташку војницу као 33. усташки батаљон, која је учествовала у борбама у Хрватском загорју, Горском котару, Лици и Кордуну. Постао је заповједник 34. пука, а чин потпуковника је добио 7. маја 1945. године.
Након слома НДХ и повлачења хрватских јединица, емигрирао је у Аустрију и предао се британским војним властима. Из логора у Вајцу у којег су га Британци интернирали, побјегао је у Италију у новембру 1945. године. Интерниран је у логор Фермо до 3. септембра 1947, када је прешао у Аустрију, а затим у Југославију у крижарској „Акцији 10. травањ”.
Група је упала у припремљену операцију Гвардијан УДБ-е 25. октобра 1947. У Југославију је ушао под именом „Змај од Босне”. Пресудом Врховног суда Народне Републике Хрватске 27. августа 1948. осуђен је на смрт. Пресуда је извршена у септембру 1948. године.